# Il vecchio gioco delle armi
Il vecchio gioco delle armi (The Old Army Game) è un film del 1943 diretto da Jack King. È un cortometraggio animato della serie Donald Duck, prodotto dalla Walt Disney Productions e uscito negli Stati Uniti il 5 novembre 1943, distribuito dalla RKO Radio Pictures. Il film segue Paperino e Pietro Gambadilegno durante gli anni della seconda guerra mondiale.

## Trama
Nottetempo, il sergente Pietro Gambadilegno ispeziona le camerate dei soldati per controllare che stiano dormendo tutti. Si accorge però che il russare viene generato da un giradischi e che nelle brande sono stati sistemati dei fantocci al posto dei soldati, compreso Paperino, che, allontanatosi senza autorizzazione, rientra nel campo senza farsi notare da nessuno e si dirige verso la sua camerata. Il sergente lo vede e si posiziona nella branda del papero, il quale, quando se ne accorge, scappa e si nasconde in una delle tre casse che si trovano all'esterno. Pietro lo insegue e Paperino scambia ripetutamente le casse per ingannarlo. Il sergente perde presto la pazienza e, nello sfogo, tira un calcio violento alla cassa in cui si trova Paperino. La cassa viene tagliata in due da una lama e la metà inferiore di Paperino finisce in una buca. Paperino pensa che la sua metà inferiore sia stata tagliata e, quando Pietro arriva, si rende conto di essere lui stesso il responsabile del gravissimo danno che ha apportato a Paperino e piange per lui. Paperino si sente così sconvolto da afferrare la pistola del sergente e tentare il suicidio, ma Pietro gli impone di andare a farlo dietro la siepe. Paperino esce dalla buca e, rendendosi conto che la sua metà inferiore non è stata tagliata, si sente sollevato, ma il sergente è infuriato. Pietro inizia quindi a inseguire Paperino, fino a raggiungere un cartello con scritto "limite di velocità: 35 miglia" (56 km circa), così il sergente insegue il papero più lentamente.

## Distribuzione

### Edizioni home video

#### VHS
- Paperino marmittone (aprile 1986)

#### DVD
Il cortometraggio è incluso nel DVD Walt Disney Treasures: Semplicemente Paperino - Vol. 2.